# 펨테크
펨테크(또는 여성 기술)는 여성의 건강에 초점을 맞추기 위해 사용하는 소프트웨어, 진단, 제품 및 서비스 범주에 적용되는 용어이다. 이 부문에는 불임 해법, 월경 주기 추적 응용 소프트웨어, 임신 및 간호, 여성의 성 건강, 생식계 건강 관리가 포함된다.

## 개요
이 개념은 비교적 새로운 것이다. 펨테크는 2016년에 생리 및 출산 추적 앱인 Clue를 설립한 덴마크인 기업가 Ida Tin에 의해 만들어졌다. 산업으로써 펨테크는 착용 컴퓨터, 인터넷 접속 의료 기기, 모바일 앱, 위생 제품 등을 포함하여 여성 건강을 겨냥한 디지털 또는 표준 건강 도구를 포함한다.

## 회사 및 제품
전 세계에 다양한 제품을 제공하는 수많은 femtech 회사가 있다. 생리  또는 임신 추적 모바일 앱을 생산하는 회사에는 Clue, DOT 보관됨 2021-06-22 - 웨이백 머신, Glow, Eve, Cycles, My Calendar, Life, FertilityIQ, Extend Fertility, Forte Medical, Flo, Lady 사이클 및 기타. IVF, 계란 냉동 및 의료 치료와 같은 서비스를 제공하는 회사 Progyny, Apricity 및 Prelude Fertility가 있다.  마찬가지로, 불임 회사인 Ava는 불임을 추적하는 웨어러블을 생산한다. 반면 Nurx는 여성이 앱을 통해 피임 처방을 받고 약을 배달할 수 있는 원격 진료 서비스를 제공한다.  또 다른 피임 배달 서비스인 Twentyeight Health는 소외된 여성을 위한 자원을 제공함으로써 이 모델을 한 단계 더 발전시켰다. Gennev와 같은 회사는 폐경기 문제를 해결한다.
여러 회사에서 특정 데이터를 추적하기 위해 종종 모바일 앱과 페어링 되는 인터넷 연결 의료 기기를 생산한다. 예를 들어 Elvie와 Willow는 웨어러블 유축기를 생산한다. Elvie 유축기도 앱에 연결된다. Elvie도 제공 케겔 -tracking 장치. Elvie는 기업가 Tania Boler에 의해 설립되었으며 팸태크 부문의 전문가  Nicole Junkermann 은 기업가로 전환한 투자자가 재정적으로 지원했다. KEGG 최근 감각 자궁의 유체 레벨을 전해질 골반 근육 운동의 사용자를 지원하는 투 인원 불임 추적을 시작했다. 라이오 네스는 사람들이 자기 신체에 대해 더 많이 알 수 있도록 생되먹임을 사용하는 앱  스마트 진동기를 제작한다.  펨테크 카테고리에서 생산된 다른 의료 기기 및 기구는 인터넷 연결을 사용하거나 사용하지 않을 수 있다. Joylux는 vSculpt 및 vFit 브랜드로 의료 및 여성 참살이 장치를 만드는 여성 건강 기술 회사이다. L. 및 Flex와 같은 회사는 표준 탐폰과 콘돔 제품에 대한 대안을 제공한다.  Thinx는 생리혈을 흡수하는 재사용 가능한 속옷을 판매한다.  iPulse Medical 은 생리통 완화 웨어러블 기기를 판매한다.
스웨덴 회사 Natural Cycles는 유럽 연합에서 앱을 디지털 피임 기기를 판매하기 위한 공식 승인을 처음으로 받았으며 2018년 8월 미국 식품의약국이 미국에서 마케팅을 승인했다. 스톡홀름의 수많은 여성들이 앱을 사용한 후 계획되지 않은 임신을 보고했다. 스웨덴 당국이 조사를 마친 후 의도하지 않은 임신 건수가 Natural Cycles의 주장과 일치하는 것으로 밝혀졌다.
Milk Stork와 같은 모유 수유 / 유축 공간의 혁신가들은 모유 배송 서비스를 통해 일하고 여행하는 엄마가 되는 것을 가능하게 만든다.

## 벤처 캐피털 투자
2015년 펨테크 신생기업은 투자 회사로부터 약 8,200 만 달러의 자금을 조달했다.
2017년 3월, 2014년 이후 펨테크 기업들이 모금한 자금의 총액은 11억 달러에 달한 것으로 알려졌다.
펨테크에 대한 Frost & Sullivan 시장 조사 보고서에 따르면 시장의 침투력은 낮지 만 2024년까지 94억 달러에 이를 가능성이 있다.
의료 접근성 향상에 초점을 맞춘 온라인 회사인 Maven은 2,700 만 달러를 받아 모유 배달 서비스를 확장했다. 유기농 패드, 탐폰 및 개인 관리 제품을 판매하는 Cora는 타깃 코퍼레이션 매장에서 제품 판매를 시작하기 위해 750만 달러를 받았다.
2019년 초 Elvie는 2013년 창립 이래 총 5천만 달러 이상을 위해 Series B 투자로 4,200만 달러를 모금했다.
추정에 따르면 매년 펨페크 제품에 약 2,000억 달러가 지출되고 있다.
포브스에 따르면, 펨테크 기업은 여성의 건강 문제를 투자자가 항상 이해하는 것이 아니기 때문에 투자 커뮤니티에서 여성이 과소 평가되고 여성 창업자들이 돈을 요구하는 것을 꺼리기 때문에 자금 조달에 어려움을 겪고 있다. 글로벌 투자의 10%만이 여성 주도 신생기업에 투자된다.
연구 회사인 Data Bridge는 2026년까지 글로벌 불임 산업이 오늘날 250억 달러에서 최대 410억 달러의 매출을 올릴 수 있을 것으로 예측한다.

## 윤리학
펨테크, 특히 출산율 추적기 내에서 데이터 공유 관행에 대한 우려가 있었다. 일부 앱은 사용자 데이터가 Facebook과 같은 회사와 (동의 없이) 공유된 것으로 드러나 모호한 개인 정보 윤리로 인해 불을 지폈다. 이를 통해 Facebook 및 Facebook이 데이터를 공유하는 다른 회사는 월간 생리주기의 어느 시점을 기준으로 임신 또는 임신 관련 제품을 가진 사용자를 표적화할 수 있었다. 일부에서는 의도 된 최종 임신과 같은 것을 가정하고 종료 또는 유산과 같은 대체 임신 결과를 무시하기 때문에 이것이 해롭다고 주장한다.